# Dendrobium morrisonii
Dendrobium morrisonii är en orkidéart som beskrevs av Rudolf Schlechter. Dendrobium morrisonii ingår i släktet Dendrobium, och familjen orkidéer. Inga underarter finns listade i Catalogue of Life.